# 어쩌다, 결혼
"어쩌다, 결혼"은 2019년 2월 27일에 개봉한 대한민국의 영화이다.

## 캐스팅
- 김동욱 : 정성석 역
- 고성희 : 박해주 역
- 황보라 : 송미연 역
- 김의성 : 최창규 역
- 임예진 : 해주 모 역
- 염정아 : 천 여사 역
- 한성천 : 첫째오빠 역
- 최고 : 박희로 역
- 이채은 : 오혜진 역
- 조우진 : 서 과장 역
- 강신철 : 이재영 역
- 손지현 : 김신아 역
- 김선영 : 조수정 역
- 유승목 : 코치 역
- 박수민 : 새언니 역
- 민무제 : 둘째오빠 역
- 차래형 : 셋째오빠 역
- 김윤식 : 정주석 역
- 정경화 : 문종심 역
- 이준혁 : 웨딩스튜디오사진작가 역
- 송수현 : 샤방한 여자 역
- 정미경 : 복국집 가게이모 역
- 홍수빈 : 국회장 운전기사 역
- 이지향 : 어린이집 선생님 역
- 임강원 : 체육대학 학생 역
- 이정연 : 세단뛰기 선수 1 역
- 김규선 : 세단뛰기 선수 2 역
- 장우성 : 세단뛰기 선수 3 역
- 김영아 : 대학병원 간호사 역
- 문세린 : 명품구두 가게직원 역
- 김홍기 : 퀵 서비스맨 역
- 김명준 : 중국집 배달원 역
- 김도하 : 카페 매니저 역
- 이정재 : 변호사 역 (특별출연)
- 정우성 : 교통 경찰 역 (특별출연)
- 조윤희 : 배미라 교수 역 (특별출연)

## 같이 보기
- 2019년 대한민국의 영화 목록